# Phanaeus furiosus
Phanaeus furiosus là một loài bọ cánh cứng trong họ Bọ hung (Scarabaeidae).